# 다비트 크로스
다비트 크로스(독일어: David Kross, 1990년 7월 4일~)는 독일의 배우이다.

## 작품 목록
- 타우트만 (2018)
- 벌룬 (2018)
- 마이 브라더 심플 (2017)
- 레이스 (2016)
- 보이 7 (2015)
- 리코, 오스카 앤 더 파스타 디텍티브즈 (2014)
- 안젤리크 (2013)
- 미하엘 콜하스의 선택 (2013)
- 세계를 측정하는 방법 3D (2012)
- 대공습 (2012)
- 프로미싱 더 문 (2011)
- 워 호스 (2011)
- 스롤란 마이러브 (2009)
- 크라바트 (2008)
- 더 리더: 책 읽어주는 남자 (2008)
- 터프 이너프 (2006)
- 남자가 됐어요 (2002)